# Сјуси (Болцано)
Сјуси је насеље у Италији у округу Болцано, региону Трентино-Јужни Тирол.
Према процени из 2011. у насељу је живело 1636 становника. Насеље се налази на надморској висини од 952 м.